# مرصد ماغدالينا ريدج
مرصد ماغدالينا ريدج (بالإنجليزية: Magdalena Ridge Observatory)‏ هو مرصد فلكي موجود في مقاطعة سوكورو بنيومكسيكو، يبعد حوالي 22 كيلومتر (20 ميل) غرب قرية سوكورو. المرصد مبني فوق جبال ماغدالينا

## المقراب

### مرآة المقراب ذو 2.4 متر
لدى المرآة الرئيسيَّة للمقراب تاريخ حافل، فقد بُنيت عن طريق آيتك كجُزء من المنافسة من أجل الفوز بعقد مرآة مرصد هابل الفضائي (مع الرغم من أنها تختلف عن التي بُنيت في هابل) بينهم وبين مصنع بيركن إلمر الذي تم اختياره لوضع مرآته في مقراب هابل. حينما لم يتم اختيار مرآة آيتك لمقراب هابل أُرسلت لتُوضع وتُستخدم في مرصد ماغدالينا ريدج.